# إسكوثار
بلدية إسكوثار (بالإسبانية: Escúzar) هي بلدية تقع في مقاطعة غرناطة التابعة لمنطقة أندلوسيا جنوب إسبانيا.

## الديموغرافيا
بلغ عدد سكان بلدية إسكوثار 783 نسمة عام 2011 (وفقاً للمعهد الوطني الإسباني للإحصاء).
| 886 | 849 | 786 | 785 | 816 | 830 | 783 |